# William Stephen Jacob
William Stephen Jacob (né en 1813 et mort en 1862) est un astronome qui a été directeur de l'observatoire de Madras de 1848 à 1859. Il a aussi connu une carrière dans l'armée indienne. 
Il est connu pour avoir été l'astronome ayant fait la première revendication scientifique, à partir de l'Observatoire de Madras, de la découverte d'une exoplanète. Le papier a été publié dans le Monthly Notices of the Royal Astronomical Society en 1855 et il mettait en évidence que les déviations observées dans le déplacement de l'étoile binaire 70 Ophiuchi indiquaient la présence d'une planète. Il a été prouvé plus tard que sa découverte était fausse et que les déviations étaient causées plutôt par l'atmosphère terrestre que par une planète. Cependant, son travail est aujourd'hui considéré comme une référence en matière de recherche, car cela a été la première application d'une méthode scientifique pour découvrir des planètes à des années-lumière de la Terre.

## Travail
Le sixième fils de Stephen Long Jacob (1764-1851) est né dans le presbytère de son père le 19 novembre 1813; John Jacob (1812-1858) était son frère et Sir George le Grand Jacob était un cousin. Il entra au Collège Addiscombe en 1828, comme cadet de la Compagnie des Indes orientales. Après l'arrivée de Jacob à Bombay en 1831, il passa quelques années avec la "Great trigonometrical survey" dans les provinces du Nord-Ouest et établit un observatoire privé à Pune, en 1842. En raison de la maladie, il a pris un congé au Cap de Bonne-Espérance. Il est devenu l'assistant d'Andrew Scott Waugh, mais est tombé une autre fois malade. En 1843, il retourna en Angleterre pour un congé, et se maria en 1844. Il retourna en Inde en 1845. Mais il quitta le service de la Compagnie pour obtenir le grade de capitaine des ingénieurs de Bombay. Jacob se concentra sur la science et fut nommé, en décembre 1848, directeur de l'Observatoire de Madras. Il fut ensuite renvoyé chez lui en congé de maladie entre 1854 et 1855, puis entre 1858 et 1859. Un cercle de transite appartenant à William Simms arriva d'Angleterre en mars 1858, un mois avant qu'il ne quitte finalement l'observatoire. Il démissionna le 13 octobre 1859. Pour l'éclipse solaire du 18 juillet 1860, Jacob a rejoint l'expédition officielle en Espagne à bord du « steamer Himalaya ». Son projet d'ériger un observatoire en montagne à Pune fut financé par le parlement en 1862. Il s'engagea à y travailler pendant trois ans avec un équatorial de 9 pouces, un achat personnel qui fut acheté auprès de « Noël Paymal Lerebours ». Il atterrit à Bombay le 8 août, mais mourut le Il août. Il a été élu membre de la Royal Astronomical Society en 1849.